# مارغوت فورد
مارغوت فورد (بالإنجليزية: Margot Bernice Ashwin)‏ هي مستكشفة وعالمة نبات نيوزيلندية، ولدت في 1935، وتوفيت في 1992 في بالميرستون نورث في نيوزيلندا.